# Bauverein w Mysłowicach

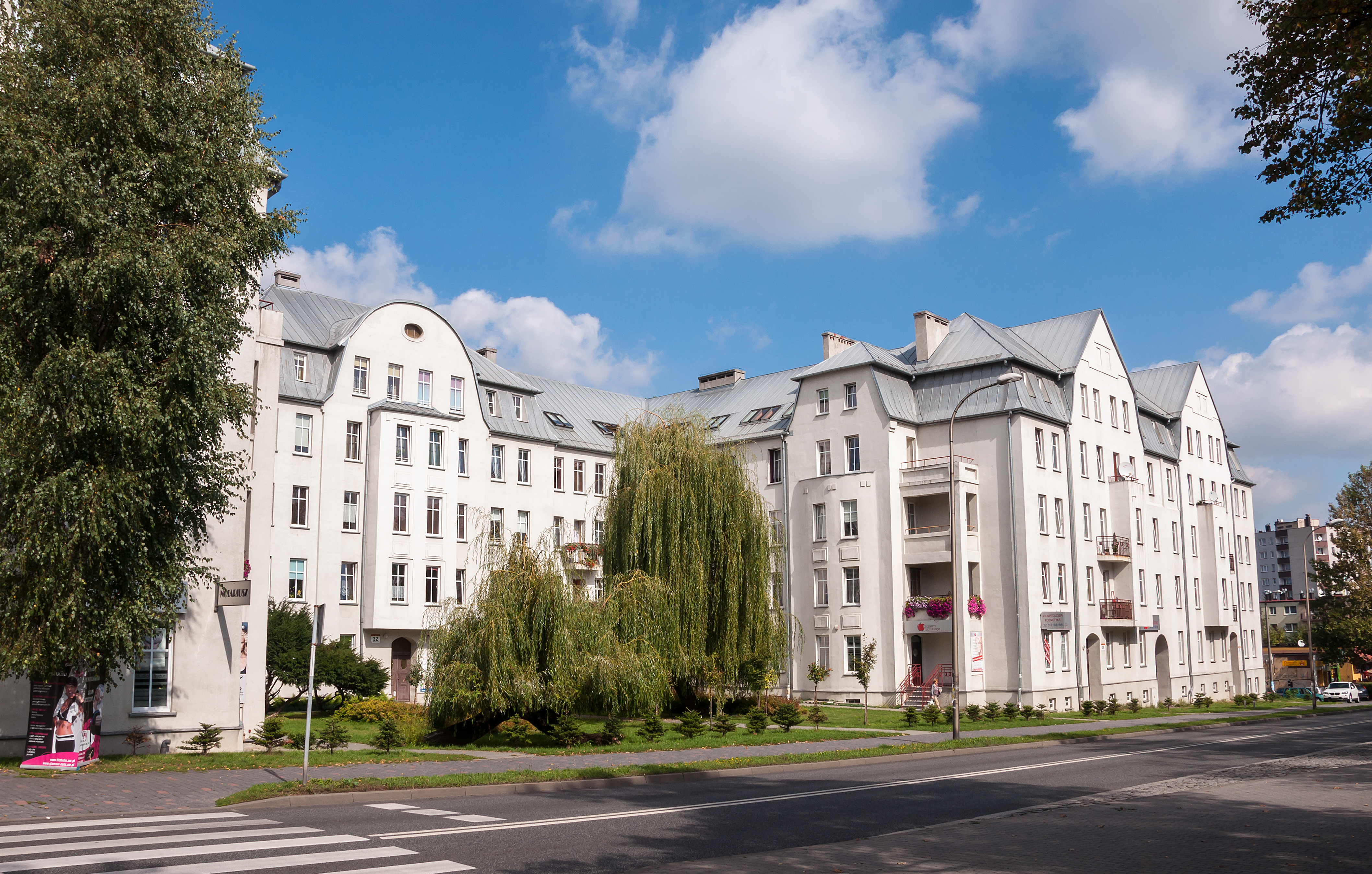
Zespół budynków, ul. Mikołowska 26-36

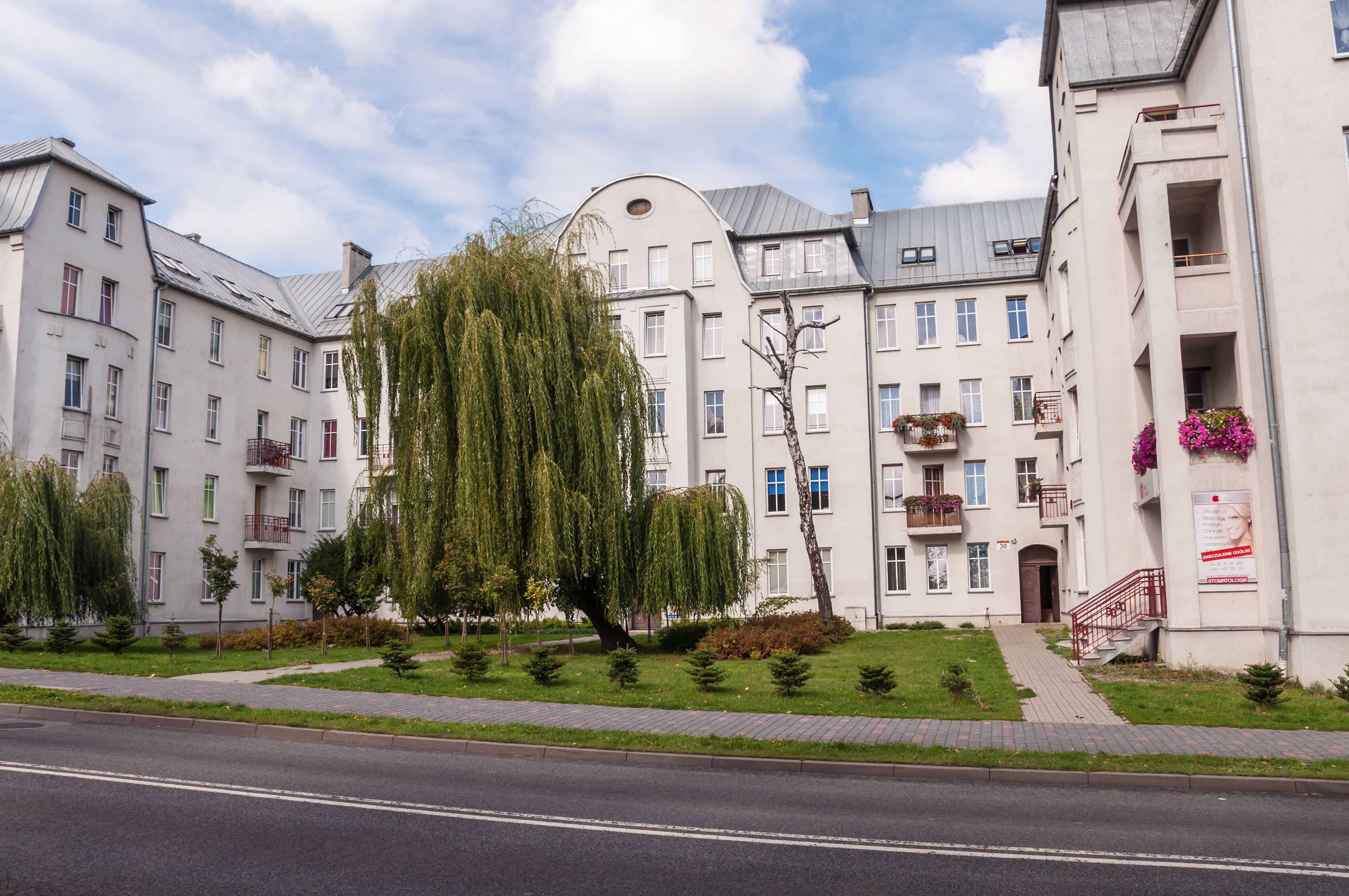
Zespół budynków, ul. Mikołowska 26-36

Bauverein – zespół budynków mieszkalnych położony przy ulicy Mikołowskiej w Mysłowicach. Wzniesiony został w 1915 roku przez Niemieckie Towarzystwo Budowlane na fali rozwoju miasta Mysłowice. Mieszkał w nim między innymi Bernard Świerczyna. Budynek wpisany jest do rejestru zabytków jako cenny zespół zabudowy mieszkalnej z I ćw XX w. Zajmuje ponad 10 000 m².
Przez wiele lat popadł on w ruinę, w 2005 roku doszło w budynku do pożaru, który strawił około 600 m² dachu. W 2007 roku przeszedł on remont generalny, podczas którego wymieniono wszystkie okna, tynki oraz dach. Obecnie znajduje się w nim ponad 170 lokali.
Zespół jest wpisany do rejestru zabytków nieruchomych województwa śląskiego (nr rej. A/1361/24 z 22 lutego 1988).